# 盧琴扎
盧琴扎是非洲東南部國家馬拉維的城鎮，由南部區的蒂約羅縣負責管轄，位於奇爾瓦湖以北100公里，處於姆蘭傑山與希雷高地之間的平坦草地，鎮上有學校和醫院，2008年人口15,501。
16°01′S 35°18′E / 16.017°S 35.300°E